# 亨利·J·凱澤級油料補給艦
亨利·J·凱澤級是美國級18艘艦隊油料補給艦，於1984 年8 月開始建造。該級由15 艘加油船組成，由軍事海運司令部運營，為美國海軍戰鬥艦提供正在進行的燃料補給，並為美國海軍提供噴氣燃料。海上航空母艦上的飛機。 其中一艘於 1987 年至 1996 年由美國運營，於 2009 年出售給智利，並於 2010 年服役於智利海軍； 2011年，兩艘尚未完工的船隻被報廢。
其中 12 艘凱撒號不像大多數現代油輪那樣是雙殼的； 該級將在 TAO(X) 項目下被取代，該項目將建造 20 艘雙殼艦，首先是約翰·劉易斯號和哈維·米爾克號。 

## 技術概述
每艘船的兩側都有加油站，用於補充燃料和補給品。 該級船舶運載能力較小，可運載和轉運新鮮和冷凍食品以及其他材料，並擁有兩個乾貨轉運平台。
Patuxent、Laramie 和Rappahannock 與其他15 艘船的不同之處在於，它們採用雙層船體，以滿足1990 年《石油污染法》的要求。船體間距側面為6 英尺（1.8 m），側面為6 英尺6英寸（1.98 m）。底端; 這導致貨運能力減少 12%。

## 建造過程
建設計劃的情況很複雜，值得在這裡詳細說明。 T-AO 187 的原始合同於 1982 年 11 月 12 日授予埃文代爾工業公司 (Avondale)：該合同包括 T-AO 188、189 和 190 的期權，這些期權於 1983 年 1 月 20 日行使，（ T-AO 188）和1983 年11 月22 日，（T-AO 189 和190）。 1985 年 5 月 6 日，T-AO 191 和 192 的第二來源合同授予賓夕法尼亞造船公司 (Penn Ship)。該合同包括 T-AO 194 和 196 的期權，但從未執行過： Penn Ship 開始出現現金流問題，海軍將這些期權從Penn Ship 的合同轉移到Avondale 的合同，並於1988 年6 月16 日行使。 Avondale 合同的附加期權於1985 年6 月28 日執行，適用於T-AO 193， 1986年2 月27 日，T-AO 195； 1987年2月12日，T-AO 197； 1988年6月20日，T-AO 198； 1988 年 10 月 6 日，T-AO 200、202 和 204； 1989 年 3 月 24 日，T-AO 199、201 和 203。
海軍與 Penn Ship 的 T-AO 191 和 192 合同在船舶完工之前終止，並與佛羅里達州坦帕市的坦帕造船公司（美國造船公司的一個部門）簽訂了一份新合同。 （請注意，該公司不應與坦帕造船公司(TASCO) 混淆，後者是一個完全不同的實體，位於不同的地點，到1989 年早已不復存在。） 美國海軍和坦帕造船廠之間關於糾正性建造和材料成本的爭議導致該合同於 1993 年終止，當時 T-AO 191 據稱已完成 95%，T-AO 192 已完成 84%。 海軍隨後確定不再需要這些船作為加油船，並開始研究將它們改裝為彈藥船的可行性。 這項研究的結論是，這種改裝成本高昂，而且船舶在不完整的情況下被長期存放。 它們於 2011 年被出售進行回收。

## 命名
該級以其主導單位亨利·J·凱澤(Henry J. Kaiser) 命名，而該單位又以美國實業家和造船家亨利·J·凱澤(Henry J. Kaiser)（1882-1967 年）命名。 前九艘艦艇以在美國海軍歷史上發揮重要作用的美國造船商、發明家、造船工程師和航空工程師的名字命名。 第十到第十八艘船以美國河流命名，這是美國海軍加油船更傳統的命名慣例。

## 服役
在美國海軍服役時，這些艦艇在軍事海運司令部以非服役狀態服役，主要由文職人員組成，因此，它們的前綴是“USNS”，而不是像服役艦艇那樣的“USS”。 加入艦隊後，這 16 艘完工艦在 1986 年至 1996 年間全部服役，當時安德魯·J·希金斯 (Andrew J. Higgins) 成為該級第一艘閒置的艦艇。 從那時起，其他一些飛機也處於備用狀態或有限運行狀態。

## 轉售國外
安德魯·J·希金斯(Andrew J. Higgins) 號於1996 年退役後再也沒有重新進入美國服役。她於2009 年被出售給智利，並於2010 年以蒙特海軍上將的身份服役於智利海軍。

## 船舶
| 照片                               | 艦名                        | 舷號     | 建造日期                                                             | 現況 | 備註 |
| ---------------------------------- | --------------------------- | -------- | -------------------------------------------------------------------- | --- | ---- |
| USNS Henry J. Kaiser (T-AO-187)    | 亨利·J·凱澤號               | T-AO-187 | 1986 年                                                              | 預計 2027 年退役 |      |
| USNS Joshua Humphreys (T-AO-188)   | 約書亞·漢弗萊斯號           | T-AO-188 | 1987-1996； 2005-2006； 2010年至今                                   | 預計 2026 年退役 |      |
| USNS John Lenthall (T-AO-189)      | 約翰·倫索爾號               | T-AO-189 | 1987-1996； 1998年至今                                               | 預計 2023 年退役 |      |
| USNS Andrew J. Higgins (T-AO-190)  | 安德魯·J·希金斯號油料補給艦 | T-AO-190 | 1987-1996（美国）； 2010 年至今（智利）                              | 1996 年 5 月停用。2009 年 5 月出售给智利海军。2009 年 9 月拖至阿拉巴马州莫比尔的大西洋海军造船厂进行为期三个月的改装。 2010年2月10日在智利海军服役，并更名为蒙特海军上将号。 |      |
| USNS Benjamin Isherwood (T-AO-191) | 班傑明·伊瑟伍德號           | T-AO-191 | 1988 年下水，1991 年命名，从未服役                                   | 完成 95.3% 时取消， 移交海事局， 搁置在詹姆斯河预备舰队中， 2011年报废 |      |
| USNS Henry Eckford (T-AO-192)      | 亨利·艾克福德號             | T-AO-192 | 完成 84% 时取消， 移交海事局， 搁置在詹姆斯河预备舰队中， 2011年报废 | 1989 年推出，从未服役 |      |
| USNS Walter S. Diehl (T-AO-193)    | 瓦爾特·S·迪爾號             | T-AO-193 | 1988–2022                                                            | 2022 年 10 月 1 日退役 |      |
| USNS John Ericsson (T-AO-194)      | 約翰·艾瑞克森號             | T-AO-194 | 1991年至今                                                           | 預計 2026 年退役 |      |
| USNS Leroy Grumman (T-AO-195)      | 勒羅伊·格魯曼號             | T-AO-195 | 1989年至今                                                           | 預計 2025 年退役 |      |
| USNS Kanawha (T-AO-196)            | 卡諾瓦號                    | T-AO-196 | 1991年至今                                                           | 服役中 |      |
| USNS Pecos (T-AO-197)              | 佩科斯號                    | T-AO-197 | 1990 年至今                                                          | 預計 2026 年退役 |      |
| USNS Big Horn (T-AO-198)           | 比格霍恩號                  | T-AO-198 | 1992 年至今                                                          | 服役中 |      |
| USNS Tippecanoe (T-AO-199)         | 蒂珀卡諾號                  | T-AO-199 | 1993 年至今                                                          | 服役中 |      |
| USNS Guadalupe (T-AO-200)          | 瓜達盧普號                  | T-AO-200 | 1992 年至今                                                          | 服役中 |      |
| USNS Patuxent (T-AO-201)           | 帕塔克森特號                | T-AO-201 | 1995 年至今                                                          | 服役中 |      |
| USNS Yukon (T-AO-202)              | 育空號                      | T-AO-202 | 1994 年至今                                                          | 服役中 |      |
| USNS Laramie (T-AO-203)            | 拉勒米號                    | T-AO-203 | 1996年至今                                                           | 服役中 |      |
| USNS Rappahannock (T-AO-204)       | 拉帕漢諾克號                | T-AO-204 | 1995 年至今                                                          | 服役中 |      |